# Pierluigi Marzorati
Pierluigi Marzorati (ur. 12 września 1952 w Figino Serenza) – włoski koszykarz, z reprezentacją Włoch zdobywca srebrnego medalu na Igrzyskach Olimpijskich 1980 w Moskwie oraz złotego medalu Mistrzostw Europy w roku 1983. Rozegrał w barwach swojego kraju 278 spotkań, zdobywając 2209 punktów.
Jeden z kluczowych graczy włoskiego Pallacanestro Cantù (debiut w 1969), w którym spędził całą klubową karierę, grając z numerem 14. Zdobywca 2 tytułów mistrza Włoch oraz wielokrotny triumfator rozgrywek międzynarodowych. W Serie A zagrał 692 mecze i zdobył 8659 punktów.
28 kwietnia 1991 zakończył karierę koszykarską.
8 października 2006, w wieku 54 lat, wystąpił z okazji siedemdziesięciolecia zespołu Cantù przeciwko Benettonowi Treviso. Grając półtorej minuty w meczu ligi włoskiej został najstarszym koszykarzem w historii, który zagrał w oficjalnych rozgrywkach. Został także pierwszym graczem, który wystąpił na boisku w pięciu różnych dziesięcioleciach.
12 września 2007 Marzorati został przyjęty w poczet galerii sław koszykówki - FIBA Hall of Fame.

## Osiągnięcia

### Reprezentacja Włoch
- Mistrz Europy: 1 (1983)[1]
- Wicemistrz Igrzysk Olimpijskich: 1 (1980)[1]
- Brązowy medal mistrzostw Europy: 3 (1971, 1975, 1985)[1]

łącznie:
- Udział w Igrzyskach Olimpijskich: 4 (1972, 1976, 1980, 1984)[1]
- Udział w mistrzostwach Europy: 8 (1971, 1973, 1975, 1977, 1979, 1981, 1983, 1985)[1]
- Udział w mistrzostwach świata: 2 (1978, 1986)[1]

### Klubowe
- Mistrzostwo Włoch: 2 (1974/75, 1980/81)[1]
- Wicemistrzostwo Włoch: 1 (1980)
- Puchar Mistrzów: 2 (1981/82, 1982/83)[1]
- Puchar Zdobywców Pucharów: 4 (1976/77, 1977/78, 1978/79, 1980/81)[1]
- Puchar Koracza: 4 (1972/73, 1973/74, 1974/75, 1990/91)[1]
- Puchar Interkontynentalny: 2 (1974/75, 1981/82)[1]
- Finalista Pucharu Interkontynentalnego: 1 (1983)
- Finalista Pucharu Koracia: 1 (1989)
- Finalista Pucharu Saporty: 1 (1980)
- 3. miejsce w rozgrywkach Euroligi (1984)

### Indywidualne
- 6-krotny uczestnik FIBA All-Star Games (1974–1977, 1981, 1982)
- Laureat nagrody Mr Europa Player of the Year (1976)[2]
- Wybrany do FIBA’s 50 Greatest Players
- Wybrany 50 Greatest Euroleague Contributors (2008)
- Wybrany do FIBA Hall of Fame (2007)[1]
- Lider ligi włoskiej w asystach (1980)
- Klub Pallacanestro Cantù zastrzegł należący do niego numer 14 (1991)[1]
- Wybrany do włoskiej Galerii Sław Koszykówki (2007)